# サークル・ジャーク

サークル・ジャークの一例

サークル・ジャーク（英: Circle jerk, circlejerk）は、成人男性や青少年のグループ等で環状になり、各個人やお互いの手によってオナニーをし合う人間の性行動の一つ。日本語では「オナニー大会」などと呼ぶことがある。
なお、英語圏ではエコーチェンバー現象や「退屈」あるいは「時間の無駄な会合」のことを比喩的にサークル・ジャークになぞらえて表現することがある。

## 解説
競争的な特徴を持ち、最初や最後、最も遠くに射精した参加者が「勝者」とするルールが設定されることもある。はじめて男性間で行う性的な行為となる例や、年頃なのに通常の性行為を他人と持つことができないときに、性欲のはけ口として行われる例がある。また、サークルジャークという言葉は性的な身体の接触を含むケースがある。その場合はお互いにオナニーし合い、他の参加者のペニスや睾丸を刺激し合うこともある。他の参加者の身体を、挿入を伴わず性的に刺激することがあり、二人かさらに複数人でお互いのペニスをしごき合い、そのようにして兜合わせすることもある。兜合わせは冗談で「ソード・ファイティング」と呼ばれ、普通は他の参加者を最初に射精させる競技の要素も含む。

## モチベーション
サークル・ジャークは同性愛的な要素を特徴づけられる一方で、何人かの研究者は、サークル・ジャークのような青少年の行動は異性愛の確立を促すと発表している。作家のバーナード・レフコヴィッツは、サークル・ジャーク参加の本当のモチベーションとは、目撃する友人を持ち、人の性的に大胆な勇気を認め、若者の不完全な性行為に対する感情を抑制するものだと述べている。